# Surtees TS19
De Surtees TS19 was een Formule 1-raceauto die werd gebouwd en gebruikt door de Surtees Racing Organisation in 1976 en 1977. De auto was ontworpen door teameigenaar John Surtees en constructeur Ken Sears.

## Voorgeschiedenis
Oud-motorcoureur John Surtees behaalde zijn laatste van zes wereldtitels in het seizoen 1960 zowel in de 350- als de 500cc-klasse. In dat jaar reed hij ook zijn eerste races in de Formule 1. Hij reed voor teams als Lotus, Cooper, Lola en Ferrari, waarmee hij in het seizoen 1964 ook F1-wereldkampioen werd. In 1966 begon hij zijn eigen Surtees Racing Organisation en in 1969 verscheen de eerste Surtees-auto voor de Formule 5000, de Surtees TS5. Uit die auto groeide de eerste Formule 1-auto, de Surtees TS7 (1970), gevolgd door de Surtees TS9 (1971-1972), de Surtees TS14 (1972-1973) en de Surtees TS16 (1974-1975).

## Surtees TS19
Nadat coureur John Watson in het seizoen 1975 puntloos gebleven was, besloot John Surtees om voor het ontwerp van de Surteen TS19 de hulp in te roepen van de net afgestudeerde ingenieur Ken Sears. De TS19 zag er dan ook heel anders uit dan de TS16, met luchtinlaten in de voorvleugel en schuine zijkanten. 

### Seizoen 1976
| Brett Lunger tijdens de Britse GP van 1976, waar hij door een defecte versnellingsbak zou uitvallen.  |
| Alan Jones in gesprek met teammanager John Surtees in 1976                                            |
| Niki Lauda's brandende Ferrari 312T2 vlak voordat hij geraakt wordt door Brett Lunger's Surtees TS19. |
| Surtees TS19 tijdens de Silverstone Classic van 2011                                                  |

Voor het hoofdteam sloot Surtees een enigszins controversieel sponsorcontract met condoomproducent Durex. Als coureur werd de Australiër Alan Jones aangetrokken. Jones kwam van het Embassy Hill Team van tweevoudig wereldkampioen Graham Hill. Naast Jones kwam de betalende Amerikaan Brett Lunger, die gesponsord werd door Chesterfield, Campari, de Rand Time Corporation, de Delaware Trust Company en Champion-bougies. Voor de Zuid-Afrikaanse Grand Prix was er alleen een auto beschikbaar voor Lunger, die elfde werd. Voor de GP van de Verenigde Staten West (op het stratencircuit van Long Beach) waren beide auto's klaar. Jones finishte als tiende, maar werd niet geklasseerd, Lunger kwalificeerde zich niet. Mogelijk kwam dat doordat de in de training vervangen koppeling niet goed was gemonteerd, maar Lunger vergeleek het rijden op het smalle circuit met "het rijden met een Sherman Tank over een parkeerplaats". Ook tijdens de GP van Spanje kwalificeerde Lunger zich niet, Jones werd hier negende. In de GP van België viel Lunger uit met een elektrisch probleem, maar Alan Jones scoorde twee punten met zijn vijfde plaats. Lunger startte niet in de GP van Monaco, maar hier debuteerde Henri Pescarolo, die zich met de TS19 echter niet wist te kwalificeren. Jones moest opgeven na een ongeval. In de Zweedse GP werd Jones dertiende, Lunger vijftiende. Vanaf de Franse Grand Prix reed Pescarolo voor Team Norev Racing de rest van het seizoen met een Surtees TS19. In Frankrijk viel hij net als Alan Jones uit met wielophangingsproblemen. Brett Lunger werd zestiende. Tijdens de Britse Grand Prix werd Jones opnieuw vijfde. Brett Lunger reed een goede race. Hij had zich als achttiende gekwalificeerd, maar klom op tot hij zelfs Jones kon bedreigen, om daarna uit te vallen door een defecte versnellingsbak. Pescarolo viel uit door brandstofproblemen en Divina Galica deed een tevergeefse poging zich te kwalificeren met de oude Surtees TS16. Tijdens de GP van Duitsland gebeurde het ernstige ongeluk waarbij Niki Lauda ernstige brandwonden opliep. Lauda crashte tegen de vangrail en Brett Lunger kon zijn auto niet meer ontwijken. Lunger werd zelfs nog geraakt door Harald Ertl. Samen met Arturo Merzario, Guy Edwards en Harald Ertl hielp Lunger met de bevrijding van Lauda uit zijn brandende auto. Na de herstart van de race eindigde Alan Jones als tiende. Pescarolo had zich niet gekwalificeerd. Bij de GP van Oostenrijk werden Pescarolo en Lunger negende en tiende. Jones viel uit na een ongeval. Tijdens de GP van Nederland werd Lunger's auto bestuurd door de Zweed Conny Andersson, die zich als laatste kwalificeerde maar uitviel door motorproblemen. Jones finishte als achtste, Pescarolo als elfde. Bij de Italiaanse GP wist Lunger zich aanvankelijk niet te kwalificeren, maar nadat de tijden van John Watson, James Hunt en Jochen Mass waren afgenomen wegens onreglementaire brandstof, mochten Lunger, Arturo Merzario en Otto Stuppacher alsnog deelnemen. Jones finishte als twaalfde, Lunger als veertiende en Pescarolo als zeventiende. Tijdens de GP van Canada eindigden Lunger en Jones als vijftiende en zestiende, Pescarolo als negentiende. De Amerikaanse Grand Prix was de thuisrace voor Brett Lunger en de afscheidsrace van Henri Pescarolo. Lunger finishte als elfde, Jones als achtste. Pescarolo finishte als vijftiende, maar werd niet geklasseerd omdat hij elf ronden achterstand had. Lunger ging niet naar de allereerste GP van Japan. Zijn auto werd gehuurd door de Japanner Noritake Takahara, die er negende mee werd. Jones finishte als vierde. Daarmee sloot hij zijn seizoen met zeven punten af als vijftiende. Dankzij die zeven punten werd Surtees tiende in het constructeurskampioenschap.

### Seizoen 1977
| Hans Binder tijdens de Grand Prix van Argentinië van 1977                     |
| Vittorio Brambilla (Surtees TS19) voor Jacques Laffite (Ligier JS7) in Monaco |

In het seizoen 1977 vertrok Alan Jones naar Shadow. Zijn plaats bij Surtees werd ingenomen door de Oostenrijker Hans Binder, die slechts twee Formule 1-races op zijn palmares had. Belangrijker voor Surtees was de Italiaan Vittorio Brambilla, die drie jaar met steun van gereedschapsproducent Beta voor March had gereden en die in het seizoen 1975 al een Grand Prix gewonnen had. Zijn Beta-team kocht een Surtees TS19 en net als Jones het jaar ervoor zou Brambilla de enige coureur worden die punten voor Surtees scoorde. 
Bij de Grand Prix van Argentinië werd Brambilla als zevende en laatste geklasseerd nadat hij was stilgevallen met een lege tank, Binder viel uit door een ongeval. Tijdens de GP van Brazilië raakte Brambilla betrokken bij een ongeval, waardoor hij moest opgeven. Binder viel uit door een defecte wielophanging. Tijdens de training voor de GP van Zuid-Afrika hadden beide coureurs motorproblemen, maar ze wisten zich toch voor de race te kwalificeren. Brambilla eindigde als zevende, Binder als elfde. Bij de GP van de USA West finishte Binder opnieuw als elfde, Brambilla gaf op na een ongeval. Tijdens de GP van Spanje werd Binder negende, Brambilla viel uit na een ongeval. In Monaco finishte Brambilla als negende, Binder viel uit door problemen met zijn brandstofsysteem. Hierna verliet Hans Binder het Team Surtees. Er werd gemeld dat Binder en Surtees verschillende denkbeelden hadden over sponsorbetalingen en het zou later nog tot een rechtszaak komen. Binder werd voorlopig vervangen door de Australiër Larry Perkins, die voor het Nederlandse Boro-team had gereden. Hij was het seizoen begonnen bij het Rotary Watches BRM-team. Perkins debuteerde voor Surtees in de Belgische GP, waarin hij twaalfde werd. Brambilla scoorde drie punten met zijn vierde plaats. Perkins kwalificeerde zich niet voor de Zweedse GP, waarin Brambilla uitviel door een gebrekkige brandstofdruk. Na de vrijdagtraining voor de Franse Grand Prix moest Larry Perkins zijn auto afstaan aan de Fransman Patrick Tambay. Het betekende het einde van Perkin's F1-carrière. Tambay wist zich niet te kwalificeren, maar Brambilla sloot de race als dertiende af. De samenwerking tussen Surtees en Tambay was echter van korte duur. Tambay vertrok meteen naar Theodore Racing waar hij de rest van het seizoen met een Ensign reed. Tambay werd opgevolgd door de Australiër Vern Schuppan. Bij de Britse GP waren er zo veel inschrijvers dat er een pre-kwalificatie moest worden gereden. Het Melchester Racing Team had een TS19 aangeschaft voor de Brit Tony Trimmer, die deze pre-kwalificatie niet doorstond. Brambilla eindigde als achtste in de race en Schuppan debuteerde niet slecht met een twaalfde plaats. In de GP van Duitsland waren de resultaten nog beter, met een vijfde plaats voor Brambilla en een zevende plaats voor Schuppan. Tijdens de GP van Oostenrijk werden Brambilla en Schuppan vijftiende en zestiende. Schuppan kwalificeerde zich niet voor de Nederlandse Grand Prix, waar Brambilla na een ongeval met acht ronden achterstand toch als twaalfde werd geklasseerd. Tijdens de GP van Italië werd Schuppan vervangen door de Italiaan Lamberto Leoni, die zich niet kwalificeerde voor de race. Brambilla viel uit na een ongeval. Tijdens de Amerikaanse Grand Prix keerde Hans Binder terug bij Surtees. Hij finishte als elfde, Brambilla met vijf ronden achterstand als negentiende. Tijdens de GP van Canada slipte Brambilla over de gelekte olie van de Lotus van Mario Andretti. Hij botste daardoor tegen de stilstaande wrakken van Rupert Keegan en Riccardo Patrese. Hij kon desondanks zijn race vervolgen en werd zelfs zesde. Binder was betrokken bij een ander ongeluk en viel daardoor uit. Tijdens de GP van Japan veroorzaakte Mario Andretti een ongeval waardoor Binder uitgeschakeld werd. Brambilla finishte als achtste. Vittorio Brambilla werd met zes punten zestiende in het wereldkampioenschap, Surtees werd met zes punten elfde in het constructeurskampioenschap. 

### Seizoen 1978
Aan het begin van het seizoen 1978 werkten John Surtees en Ken Sears nog aan de nieuwe Surtees TS20. In het eerste deel van het seizoen werd daarom nog met de TS19 gereden. Vittorio Brambilla met het Beta-team bleven als klantenteam bij Surtees, maar Hans Binder werd bij het fabrieksteam vervangen door de Brit Rupert Keegan. Keegan was in 1977 begonnen bij het Penthouse-Rizla team waar hij met een Hesketh had gereden.
Tijdens de GP van Argentinië werd Brambilla als achttiende geklasseerd, maar Keegan viel uit door oververhitting van zijn motor. Tijdens de GP van Brazilië presteerde het team slecht. Brambilla kwalificeerde zich helemaal niet, Keegan als laatste, maar in de race viel hij uit na een ongeval. Tijdens de Grand Prix van Zuid-Afrika werd Brambilla als twaalfde en laatste geklasseerd. Keegan gaf op met motorpech. Bij de GP van de USA West kon Keegan niet starten na een ongeval tijdens de training. Brambilla viel uit met transmissieproblemen. In de GP van Monaco had het team een Surtees TS20 klaar. Die ging naar Brambilla, maar die wist zich niet te kwalificeren. Dat lukte Keegan met de TS19 wel, maar hij viel uit met transmissieproblemen. Tijdens de GP van België kwalificeerde Keegan zich niet, Brambilla viel met de TS20 uit met motorproblemen, maar werd wel als dertiende geklasseerd. Hierna zette ook Rupert Keegan het seizoen voort met de Surtees TS20. Die auto bleek ook geen succes. Brambilla scoorde er slecht een punt mee en Surtees sloot het seizoen af als dertiende in het constructeurskampioenschap. 

## Resultaten wereldkampioenschap Formule 1
| Jaar | Team               | Motor                    | Banden | Coureur            | 1       | 2                       | 3                       | 4       | 5            | 6            | 7            | 8            | 9            | 10                                    | 11                                    | 12                                    | 13                                    | 14                                    | 15                                    | 16                                    | 17                                    | Punten | WCC |
| ---- | ------------------ | ------------------------ | ------ | ------------------ | ------- | ----------------------- | ----------------------- | ------- | ------------ | ------------ | ------------ | ------------ | ------------ | ------------------------------------- | ------------------------------------- | ------------------------------------- | ------------------------------------- | ------------------------------------- | ------------------------------------- | ------------------------------------- | ------------------------------------- | ------ | --- |
| 1976 | Team Surtees       | Ford Cosworth DFV 3.0 V8 | G      | Brett Lunger       | BRA DNS | ZAF 11e                 | VSW DNQ                 | SPA DNQ | BEL DNF      | MON -        | ZWE 15e      | FRA 16e      | GBR DNF      | DUI DNF                               | OOS 10e                               | NED -                                 | ITA 14e                               | CAN 15e                               | VST 11e                               | JAP -                                 |                                       | 7      | 10e |
| 1976 | Team Surtees       | Ford Cosworth DFV 3.0 V8 | G      | Conny Andersson    |         |                         |                         |         |              |              |              |              |              |                                       |                                       | NED DNF                               |                                       |                                       |                                       |                                       |                                       | 7      | 10e |
| 1976 | Team Surtees       | Ford Cosworth DFV 3.0 V8 | G      | Noritake Takahara  |         |                         |                         |         |              |              |              |              |              |                                       |                                       |                                       |                                       |                                       |                                       | JAP 9e                                |                                       | 7      | 10e |
| 1976 | Durex Team Surtees | Ford Cosworth DFV 3.0 V8 | G      | Alan Jones         | BRA DNS | ZAF DNS                 | VSW NC                  | SPA 9e  | BEL 5e       | MON DNF      | ZWE 13e      | FRA DNF      | GBR 5e       | DUI 10e                               | OOS DNF                               | NED 8e                                | ITA 12e                               | CAN 16e                               | VST 8e                                | JAP 4e                                |                                       | 7      | 10e |
| 1976 | Team Norev Racing  | Ford Cosworth DFV 3.0 V8 | G      | Henri Pescarolo    |         |                         |                         |         |              | MON DNQ      | ZWE -        | FRA DNF      | GBR DNF      | DUI DNQ                               | OOS 9e                                | NED 11e                               | ITA 17e                               | CAN 19e                               | VST NC                                | JAP -                                 |                                       | 7      | 10e |
| 1977 | Beta Team Surtees  | Ford Cosworth DFV 3.0 V8 | G      | Vittorio Brambilla | ARG 7e  | BRA DNF                 | ZAF 7e                  | VSW DNF | SPA DNF      | MON 8e       | BEL 4e       | ZWE DNF      | FRA 13e      | GBR 8e                                | DUI 5e                                | OOS 15e                               | NED 12                                | ITA DNF                               | VST 19e                               | CAN 6e                                | JAP 8e                                | 6      | 11e |
| 1977 | Durex Team Surtees | Ford Cosworth DFV 3.0 V8 | G      | Hans Binder        | ARG DNF | BRA DNF                 | ZAF 11e                 | VSW 11e | SPA 9e       | MON DNF      |              |              |              |                                       |                                       | Team ATS-Penske                       | Team ATS-Penske                       | Team ATS-Penske                       | VST 11e                               | CAN DNF                               | JAP DNF                               | 6      | 11e |
| 1977 | Durex Team Surtees | Ford Cosworth DFV 3.0 V8 | G      | Larry Perkins      |         | Team Rotary Watches BRM | Team Rotary Watches BRM |         |              |              | BEL 12e      | ZWE DNQ      | FRA DNQ      |                                       |                                       |                                       |                                       |                                       |                                       |                                       |                                       | 6      | 11e |
| 1977 | Durex Team Surtees | Ford Cosworth DFV 3.0 V8 | G      | Patrick Tambay     |         |                         |                         |         |              |              |              |              | FRA DNQ      | Team Theodore Racing Hong Kong Ensign | Team Theodore Racing Hong Kong Ensign | Team Theodore Racing Hong Kong Ensign | Team Theodore Racing Hong Kong Ensign | Team Theodore Racing Hong Kong Ensign | Team Theodore Racing Hong Kong Ensign | Team Theodore Racing Hong Kong Ensign | Team Theodore Racing Hong Kong Ensign | 6      | 11e |
| 1977 | Durex Team Surtees | Ford Cosworth DFV 3.0 V8 | G      | Vern Schuppan      |         |                         |                         |         |              |              |              |              |              | GBR 12e                               | DUI 7e                                | OOS 16e                               | NED DNQ                               |                                       |                                       |                                       |                                       | 6      | 11e |
| 1977 | Durex Team Surtees | Ford Cosworth DFV 3.0 V8 | G      | Lamberto Leoni     |         |                         |                         |         |              |              |              |              |              |                                       |                                       |                                       |                                       | ITA DNQ                               |                                       |                                       |                                       | 6      | 11e |
| 1977 | Melchester Racing  | Ford Cosworth DFV 3.0 V8 | G      | Tony Trimmer       |         |                         |                         |         |              |              |              |              |              | GBR DNPQ                              |                                       |                                       |                                       |                                       |                                       |                                       |                                       | 6      | 11e |
| 1978 | Beta Team Surtees  | Ford Cosworth DFV 3.0 V8 | G      | Vittorio Brambilla | ARG 18e | BRA DNQ                 | ZAF 12e                 | VSW DNF | Surtees TS20 | Surtees TS20 | Surtees TS20 | Surtees TS20 | Surtees TS20 | Surtees TS20                          | Surtees TS20                          | Surtees TS20                          | Surtees TS20                          | Surtees TS20                          | Surtees TS20                          | Surtees TS20                          |                                       | 0      | -   |
| 1978 | Durex Team Surtees | Ford Cosworth DFV 3.0 V8 | G      | Rupert Keegan      | ARG DNF | BRA DNF                 | ZAF DNF                 | VSW DNS | MON DNF      | BEL DNQ      | Surtees TS20 | Surtees TS20 | Surtees TS20 | Surtees TS20                          | Surtees TS20                          | Surtees TS20                          | Surtees TS20                          | Surtees TS20                          | Surtees TS20                          | Surtees TS20                          |                                       | 0      | -   |

## Resultaten niet-kampioenschapsraces Formule 1
| Jaar | Team               | Motor                    | Banden | Coureur            | 1       | 2       |
| ---- | ------------------ | ------------------------ | ------ | ------------------ | ------- | ------- |
| 1976 | Team Surtees       | Ford Cosworth DFV 3.0 V8 | G      | Brett Lunger       | ROC -   | INT DNS |
| 1976 | Durex Team Surtees | Ford Cosworth DFV 3.0 V8 | G      | Alan Jones         | ROC 2e  | INT 8e  |
| 1977 | Beta Team Surtees  | Ford Cosworth DFV 3.0 V8 | G      | Vittorio Brambilla | ROC DNF |         |
| 1977 | Shellsport/Whiting | Ford Cosworth DFV 3.0 V8 | G      | Divina Galica      | ROC 12e |         |
| 1977 | Melchester Racing  | Ford Cosworth DFV 3.0 V8 | G      | Tony Trimmer       | ROC 9e  |         |
| 1978 | Durex Team Surtees | Ford Cosworth DFV 3.0 V8 | G      | Rupert Keegan      | INT 5e  |         |